# 애딘 밍크스
에이딘 밍크스(Aedin Mincks, 2000년 10월 12일 ~ )는 미국의 배우이다.